# Torpet Parken

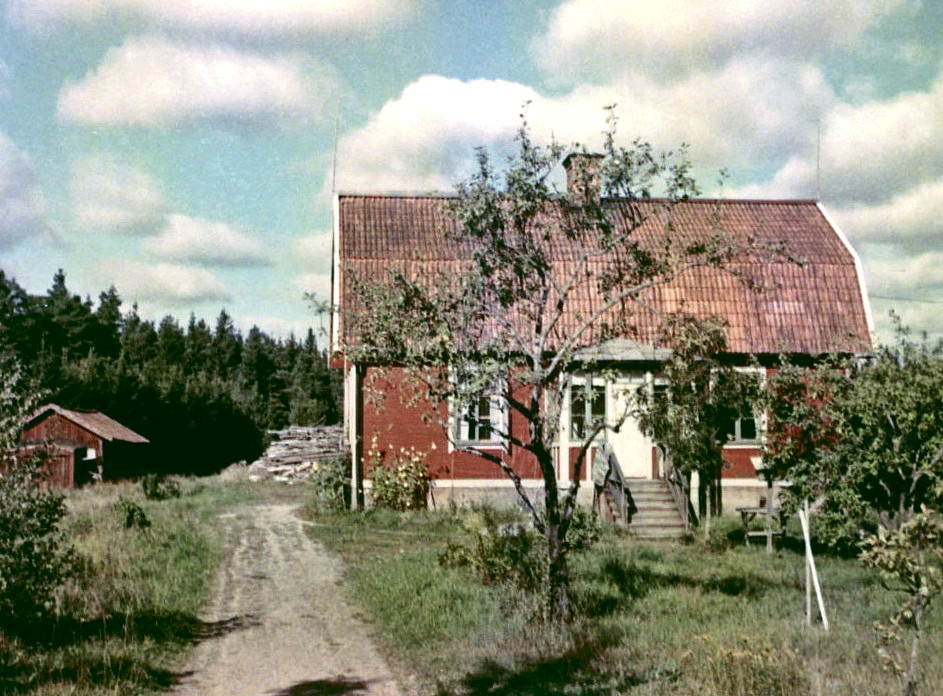
Torpet Parken, 1949.

Parken var ett torp beläget i nuvarande stadsdelen Bagarmossen i Söderort inom Stockholms kommun. Torpet anlades 1839 och revs i mitten av 1950-talet.

## Historik

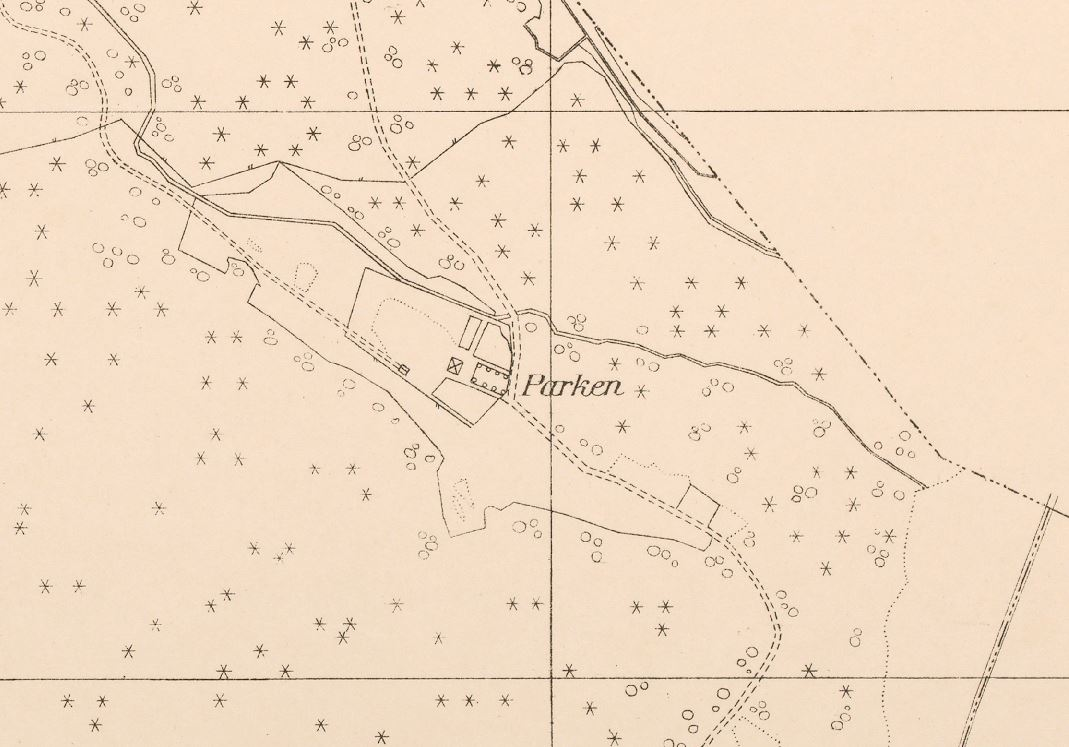
Torpet Parken, karta 1924.

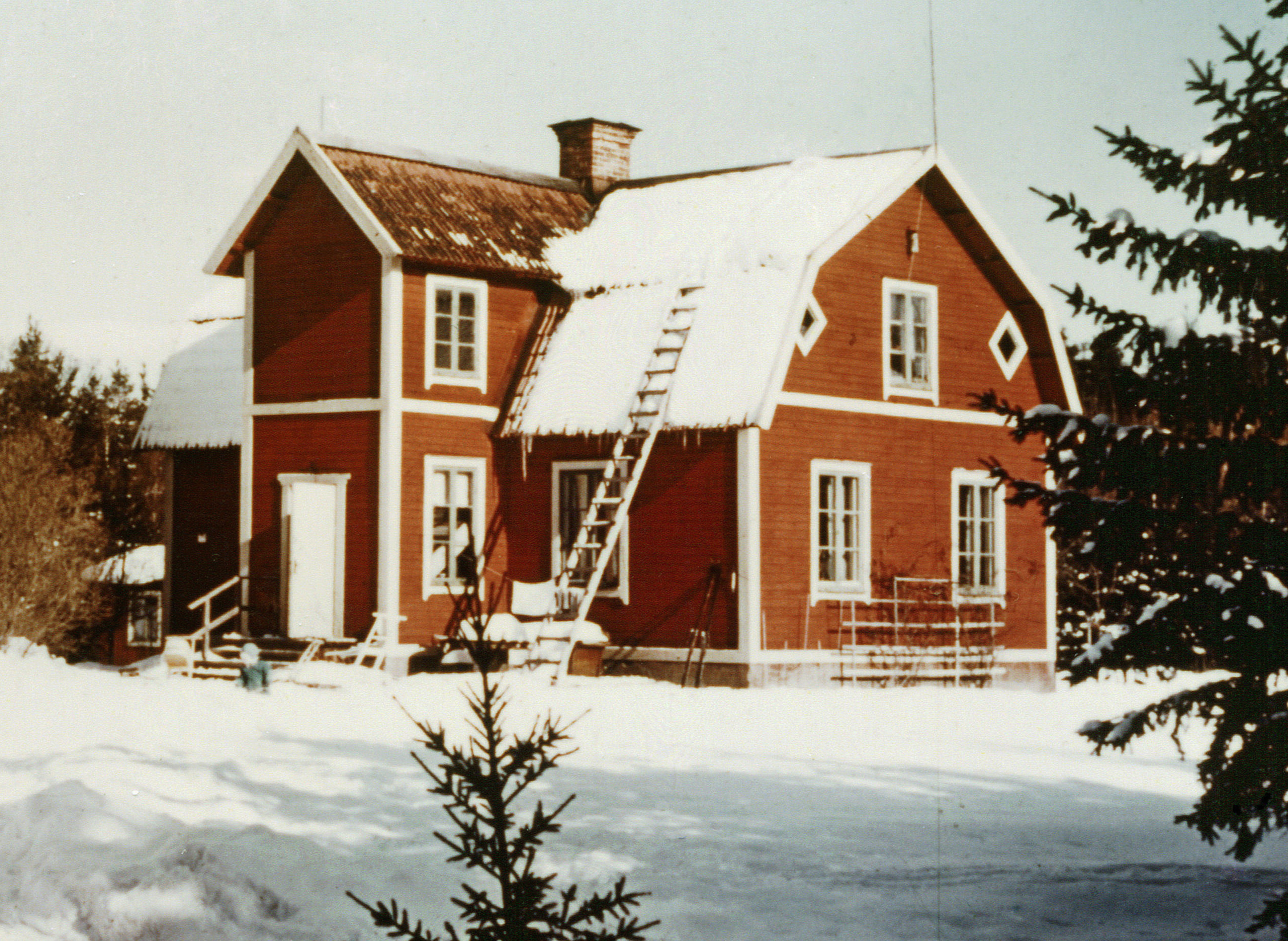
Torpet Parken på vintern 1949.

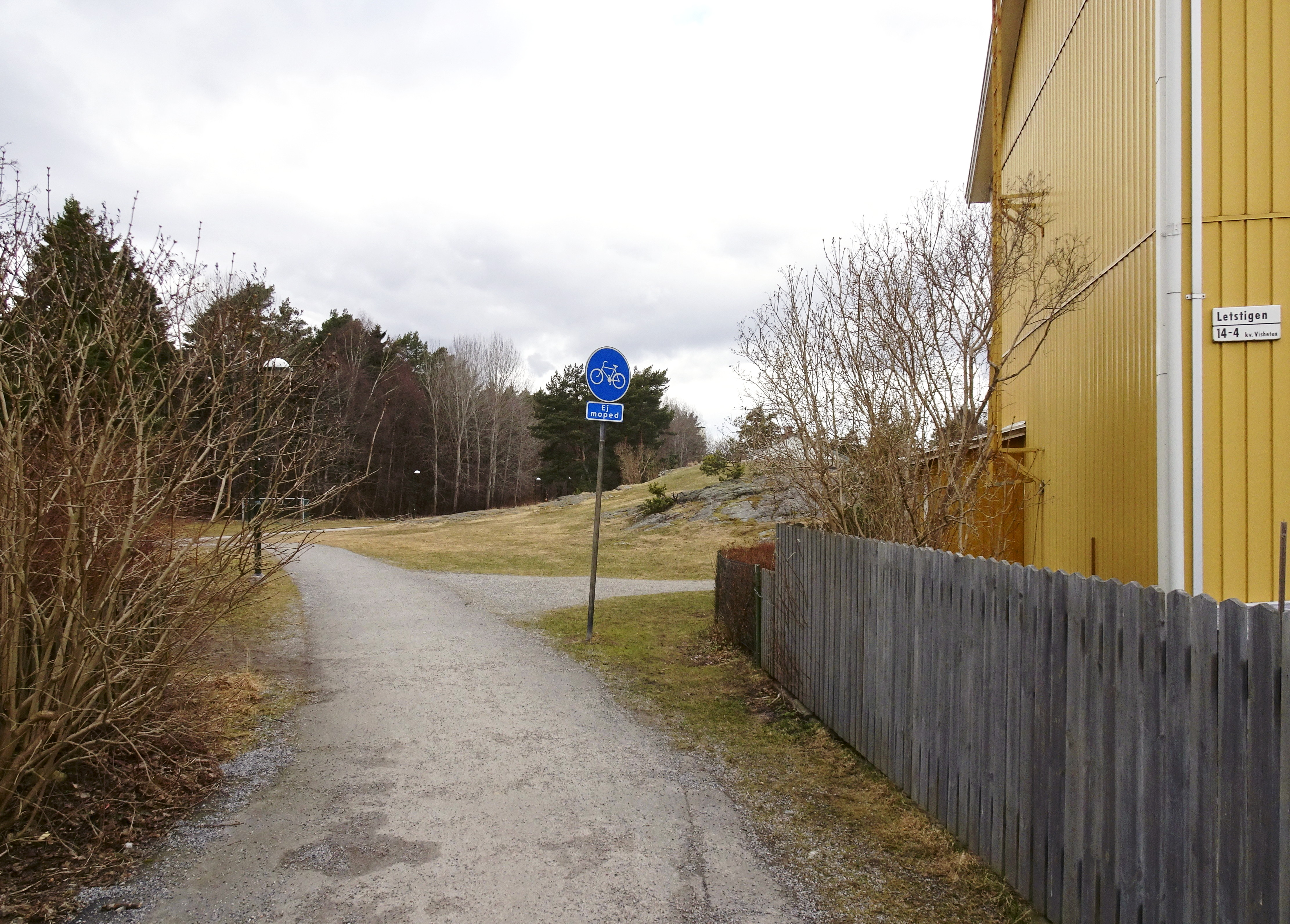
Platsen för torpet idag.

Vid mitten av 1700-talet hade Skarpnäcks gård utvecklats  till ett sammanhängande gods med ett 20-tal underliggande torp och gårdar, bland dem Pottmyran, Ryssboda, Kilen, Tätorp, Bergholm, Östergården och Pungpinan. Vid sjön Flaten låg torpen Ekudden, Listudden, sköntorp, Ekstubben, Skrubba och Flaten.
Torpet Parken låg i östra delen av Skarpnäcks ägor, ungefär i grönområdet mellan husnummer 14 och 18 vid nuvarande Letstigen i Bagarmossen. Parken var ett av cirka 20 statartorp som lydde under Skarpnäck. Ungefär 500 meter söder om Parken fanns närmaste grannen i fiskartorpet Brotorp som fortfarande är bevarat och drygt 600 meter nordväst om Parken låg den lilla Mosstugan från början av 1900-talet som revs 1951. Dessa tre byggnader var de enda som fanns innan stadsdelen Bagarmossen började växa upp på 1950-talet.
Torpet Parken byggdes 1839 och nyttjades huvudsakligen som skogvaktarboställe. Det bestod av en huvudbyggnad och ett uthus samt en frukt- och köksträdgård och en smal åkerplätt. En av de första boenden var Abraham Holmberg som blev 85 år. Efter honom stod torpet obebott under en tid, men 1886 flyttade åter folk in. År 1917 bodde här 34-åriga Gustav Valfrid Lindberg. Han arbetade med stamräkning under skogvaktaren på Skarpnäcks gård. 1924 gifte han sig med dottern till fiskartorparen på Brotorp. Torpet Parken var sedan bebott fram till rivningen 1956 då det stora radhusområdet längs med Ljusnevägen, Rottnevägen och Letstigen började uppföras.

## Andra torp under Skarpnäck (urval)
- Bergholmstorpet
- Pungpinetorpet
- Brotorp
- Ekudden
- Listudden